# Nacho Monreal
Ignacio Monreal Eraso (Esquíroz, Navarra, España, 26 de febrero de 1986), conocido como Nacho Monreal, es un exfutbolista español que jugaba como defensa.
Fue internacional absoluto con la selección española desde 2009 hasta 2018, con la que disputó la Copa Confederaciones 2013.

## Trayectoria

### C. A. Osasuna
Se formó en la cantera del C. A. Osasuna a la que llegó procedente del CD Pamplona. Ziganda, que ya había sido su entrenador en juveniles y Osasuna B, le hizo debutar en el primer equipo en un partido de la previa de la Liga de Campeones ante el Hamburgo, disputado el 9 de agosto de 2006. Tras una primera temporada de adaptación, se convirtió en indiscutible en las alineaciones para las siguientes campañas y en uno de los mejores laterales izquierdos nacionales, llegando a debutar con la selección española en 2009. Con el club navarro disputó 144 partidos, marcando tres goles en Primera División a Levante, Xerez y Hércules.

### Málaga C. F.
De cara a la temporada 2011-12, Osasuna decidió aceptar la oferta de seis millones de euros procedente del Málaga CF. El jugador tenía contrato hasta 2014 con una cláusula de doce millones de euros negociable, siempre y cuando, el equipo interesado no fuera el Athletic Club. En el club malacitano continuó como titular y volvió a disputar la Liga de Campeones. El 27 de enero de 2013, en su último partido con el club malacitano, marcó en la victoria ante el Mallorca (2-3).

### Arsenal
El 31 de enero, en las últimas horas antes de que se cerrase el mercado invernal, el jugador llegó a un acuerdo para firmar por el Arsenal, por 10 millones de euros más una cantidad variable en objetivos. El 16 de marzo anotó su primer tanto en Premier League, ante el Swansea City.
En su primera temporada completa en el club inglés logró la FA Cup 2013-14, si bien, fue suplente habitual de Kieran Gibbs. En la temporada 2014-15 invirtió la situación y se consolidó como titular en el equipo londinense. En esa campaña logró su segunda FA Cup, competición en la que anotó un gol ante el Manchester United, y la Community Shield. En la siguiente campaña su situación mejoró aún más y fue titular en 44 ocasiones, conquistando su segunda Community Shield. En la temporada 2016-17 continuó, por tercera temporada consecutiva, como titular. En el partido de semifinales de la FA Cup ante el Manchester City marcó el gol que forzó la prórroga y permitió eliminar al club de Pep Guardiola. El 27 de mayo logró su tercera FA Cup al vencer al Chelsea (2-1).
Comenzó la temporada 2017-18 conquistando su tercera Community Shield, anotando uno de los goles de la tanda de penaltis ante el Chelsea. En su sexta campaña en el club inglés se destapó como goleador al anotar seis goles, uno de ellos ante el Östersunds en Liga Europa.

### Real Sociedad
El 31 de agosto de 2019 firmó por la Real Sociedad tras casi siete años en el club inglés. El precio del fichaje rondó los 500 000 euros, mientras que el jugador firmó un contrato de dos temporadas. El 14 de septiembre, en su debut como txuri-urdin en el recién bautizado Reale Arena, puso el 2 a 0 definitivo en el triunfo frente al Atlético de Madrid.
El 3 de abril de 2021, en el Estadio de la Cartuja, conquistó su primer título con la Real y en España al vencer por 1-0 en la final de la Copa del Rey pendiente del año anterior debido a la pandemia de COVID-19 al eterno rival, el Athletic Club. Tres días antes de la final, renovó su contrato por una temporada más, hasta junio de 2022. Llegado ese momento abandonó el club, no pudiendo jugar ningún minuto en su último año debido a una lesión. Entonces decidió poner punto final a su carrera, anunciando su retirada el 16 de agosto.

## Selección nacional
El 6 de agosto de 2009 fue convocado por primera vez con la selección española para un partido amistoso contra Macedonia. Debutó el 12 de agosto de 2009, sustituyendo a Capdevila, en el partido que España ganó 2-3 a Macedonia después de remontar un 2-0 adverso. Logró ser titular en su segundo partido, frente a la selección de Armenia, correspondiente a la fase de clasificación para el Mundial 2010. El primer torneo oficial al que acudió fue la Copa Confederaciones de 2013
En octubre de 2016, tras casi tres años de ausencia, regresó a una convocatoria de la mano de Julen Lopetegui por la lesión de Jordi Alba en un partido ante Albania de clasificación para el Mundial 2018. El 12 de noviembre marcó su primer gol en un partido de clasificación ante Macedonia.
El 21 de mayo de 2018 fue incluido en la lista de 23 jugadores que acudiría al Mundial de Rusia de 2018, después de no haber sido convocado en las dos últimas convocatorias.

#### Goles internacionales
| N.º | Fecha                   | Estadio                                        | Rival     | Gol | Resultado | Competición                |
| --- | ----------------------- | ---------------------------------------------- | --------- | --- | --------- | -------------------------- |
| 1   | 12 de noviembre de 2016 | Nuevo Estadio de Los Cármenes, Granada, España | Macedonia | 3-0 | 4-0       | Clasificación Mundial 2018 |

## Estadísticas
Actualizado al último partido disputado en su carrera.
| C. A. Osasuna "B" · España | 2.ª B         | 2004-05       | 1   | -  | -  | - | Inaccesibles | Inaccesibles | 1   | 0  |
| C. A. Osasuna "B" · España | 2.ª B         | 2005-06       | 35  | 3  | -  | - | Inaccesibles | Inaccesibles | 35  | 3  |
| C. A. Osasuna "B" · España | Total club    | Total club    | 36  | 3  | 0  | 0 | 0            | 0            | 36  | 3  |
| C. A. Osasuna · España | 1.ª           | 2006-07       | 10  | -  | 3  | - | 6            | -            | 19  | 0  |
| C. A. Osasuna · España | 1.ª           | 2007-08       | 27  | 1  | -  | - | -            | -            | 27  | 1  |
| C. A. Osasuna · España | 1.ª           | 2008-09       | 28  | -  | 1  | - | -            | -            | 29  | 0  |
| C. A. Osasuna · España | 1.ª           | 2009-10       | 31  | 1  | 6  | - | -            | -            | 37  | 1  |
| C. A. Osasuna · España | 1.ª           | 2010-11       | 31  | 1  | 1  | - | -            | -            | 32  | 1  |
| C. A. Osasuna · España | Total club    | Total club    | 127 | 3  | 11 | 0 | 6            | 0            | 144 | 3  |
| Málaga C. F. · España | 1.ª           | 2011-12       | 31  | -  | 2  | - | -            | -            | 33  | 0  |
| Málaga C. F. · España | 1.ª           | 2012-13       | 14  | 1  | 3  | - | 4            | -            | 21  | 1  |
| Málaga C. F. · España | Total club    | Total club    | 45  | 1  | 5  | 0 | 4            | 0            | 54  | 1  |
| Arsenal F. C. Inglaterra | 1.ª           | 2012-13       | 10  | 1  | 1  | - | -            | -            | 11  | 1  |
| Arsenal F. C. Inglaterra | 1.ª           | 2013-14       | 23  | -  | 5  | - | 8            | -            | 36  | 0  |
| Arsenal F. C. Inglaterra | 1.ª           | 2014-15       | 28  | -  | 5  | 1 | 6            | -            | 39  | 1  |
| Arsenal F. C. Inglaterra | 1.ª           | 2015-16       | 37  | -  | 2  | - | 6            | -            | 45  | 0  |
| Arsenal F. C. Inglaterra | 1.ª           | 2016-17       | 36  | -  | 4  | 1 | 3            | -            | 43  | 1  |
| Arsenal F. C. Inglaterra | 1.ª           | 2017-18       | 28  | 5  | 3  | - | 7            | 1            | 37  | 6  |
| Arsenal F. C. Inglaterra | 1.ª           | 2018-19       | 22  | 1  | 2  | - | 12           | -            | 36  | 1  |
| Arsenal F. C. Inglaterra | 1.ª           | 2019-20       | 3   | -  | -  | - | -            | -            | 3   | 0  |
| Arsenal F. C. Inglaterra | Total club    | Total club    | 187 | 7  | 22 | 2 | 42           | 1            | 251 | 10 |
| Real Sociedad · España | 1.ª           | 2019-20       | 29  | 2  | 5  | - | -            | -            | 34  | 2  |
| Real Sociedad · España | 1.ª           | 2020-21       | 26  | 1  | 2  | - | 7            | 1            | 35  | 2  |
| Real Sociedad · España | 1.ª           | 2021-22       | -   | -  | -  | - | -            | -            | 0   | 0  |
| Real Sociedad · España | Total club    | Total club    | 55  | 3  | 7  | 0 | 7            | 1            | 69  | 4  |
| Total carrera | Total carrera | Total carrera | 450 | 17 | 45 | 2 | 59           | 2            | 554 | 21 |
| (1) Incluye datos de la Copa del Rey (2006-13, 2019-Act.), Supercopa de España (2021) / F. A. Cup, EFL Cup (2012-19), Community Shield (2014). (2) Incluye datos de la Liga de Campeones (2006-07, 2012-15); Liga Europa (2006-07). (3) No incluye datos de partidos amistosos. |               |               |     |    |    |   |              |              |     |    |

## Palmarés

### Campeonatos nacionales
| Título           | Club          | País       | Año  |
| ---------------- | ------------- | ---------- | ---- |
| FA Cup           | Arsenal F. C. | Inglaterra | 2014 |
| Community Shield | Arsenal F. C. | Inglaterra | 2014 |
| FA Cup           | Arsenal F. C. | Inglaterra | 2015 |
| Community Shield | Arsenal F. C. | Inglaterra | 2015 |
| FA Cup           | Arsenal F. C. | Inglaterra | 2017 |
| Community Shield | Arsenal F. C. | Inglaterra | 2017 |
| Copa del Rey     | Real Sociedad | España     | 2020 |